# Hypognatha colosso
Hypognatha colosso Levi, 1996 è un ragno appartenente alla famiglia Araneidae.

## Etimologia
Il nome della specie deriva dalla località brasiliana di rinvenimento: Reserva Colosso, riserva naturale amazzonica

## Caratteristiche
L'olotipo maschile rinvenuto ha dimensioni: cefalotorace lungo 1,23 mm, largo 1,10 mm; opistosoma lungo 2,1 mm, largo 2,2 mm.

## Distribuzione
La specie è stata reperita in Brasile: nella Reserva Colosso, 80 km a nord di Manaus nello Stato di Amazonas.

## Tassonomia
Al 2014 non sono note sottospecie e dal 1996 non sono stati esaminati nuovi esemplari.